# Ștefan Octavian Iosif
Ștefan Octavian Iosif (n. 11/23 octombrie 1875, Brașov, Austro-Ungaria – d. 22 iunie 1913, București, România) a fost un poet și traducător român, membru fondator al Societății Scriitorilor Români.

## Biografie
S-a născut în ziua de 11 octombrie 1875. Era fiul lui Ștefan Iosif, directorul gimnaziului român din Șcheii Brașovului și al Paraschivei, fiica preotului Mihălțeanu și nepoata lui Gavriil Munteanu, profesor și literat, primul traducător în românește al Suferințelor tânărului Werther. A urmat studiile gimnaziale la Brașov și cele liceale la Sibiu și București, luându-și bacalaureatul în anul 1895. A început de două ori Facultatea de Litere și Filosofie la București (1895 și 1903), dar nu a reușit să-și ia licența.
A îndeplinit funcții administrative minore, precum copist la Ministerul de Domenii, corector de ziar, custode al Bibliotecii Fundației Universitare, custode al Muzeului „Theodor Aman”, încercând să-și suplimenteze veniturile din lecții particulare, prin colaborarea la diverse periodice și din vânzarea propriilor volume. A fost redactor, încă de la înființare, al revistei Sămănătorul (1901) a lui Nicolae Iorga, a colaborat și la Adevărul, Adevărul ilustrat, Convorbiri literare, Cumpăna (al cărei fondator este, alături de Mihail Sadoveanu, Dimitrie Anghel și Ilarie Chendi), Curierul literar, Epoca, Epoca literară, Familia, Floare albastră, Literatură și artă română, Pagini literare, Ramuri, Viața, Viața Românească ș. a.
A debutat cu poezie în Revista școalei din Craiova, în anul 1892, cu poezia Izvorul. A primit premii ale Academiei Române pentru volumele Poezii, în anul 1902 și Credințe, în anul 1906.
A tradus din poezia lui Johann Wolfgang von Goethe, Heinrich Heine, Pefőfi Sándor, Friedrich Schiller, Paul Verlaine etc.
Din inițiativa lui Emil Gârleanu, Șt. O. Iosif și Dimitrie Anghel, scriitorii tineri din București s-au întrunit într-o primă consfătuire de lucru în ziua de 13 martie 1908, alcătuind o comisie provizorie pentru elaborarea statutelor preconizatei Societăți a Scriitorilor Români.

### Prietenia cu Dimitrie Anghel
Șt. O. Iosif și Dimitrie Anghel s-au cunoscut la Paris, în 1901, unde se aflau la studii. Temperamente total diferite, aveau totuși câteva trăsături care îi uneau: amândoi erau poeți, nutrind o mare sete de instruire și afirmare literară, și amândoi erau - structural vorbind - visători și romantici. Deși psihologic se deosebeau, în plan mai larg se întâlneau și se „completau” în chip fericit: pe când interiorizatul Șt. O. Iosif se simțea atras de exuberantul Anghel, acesta din urmă afla în persoana delicatului Iosif un fel de „reper” literar și temperamental, de care avea nevoie. Fiind și apropiați ca vârstă (Iosif avea 26 de ani, iar Anghel 28), cei doi s-au împrietenit. O relație benefică și pentru literele românești. Și-au luat un pseudonim - A. Mirea - sub care au început să publice lucrări originale și numeroase traduceri din literatura franceză, ajungând în cele din urmă să semneze împreuna celebrul Caleidoscop al lui A. Mirea, volum apărut în 1908 și comentat de critica și istoria literară, atât la apariție, cât și mai târziu.
Ambii poeți au avut o relație cu poeta și prozatoarea Natalia Negru. Aceasta s-a căsătorit în 1904 cu Șt. O. Iosif, cu care a avut o fiică, numită Corina. În 1910 relațiile dintre soți se răcesc și, în 1911, cei doi divorțează cu sentința pronunțată pe 21 iunie 1911. Natalia Negru se recăsătorește la 3 noiembrie 1911, cu Dimitrie Anghel, care va muri de septicemie în 1914, în urma unei tentative nereușite de sinucidere prin împușcare, după ce își împușcase soția într-o criză de gelozie. Natalia Negru a supraviețuit și a trăit aproape încă 50 de ani.

### Sfârșitul
Șt. O. Iosif a suferit de sifilis, având de asemenea probleme cu alcoolul. A murit la spital Spitalul Colțea, în urma unui atac de congestie, la 22 iunie 1913.

## Opera
- Versuri (1897),.
- Patriarhale (1901),
- Romanțe din Heine (1901),
- Poezii (1902),
- Din zile mari (1905),
- Credințe (1905),
- Cântece (1912).
- Cântec de primăvară

## Galerie

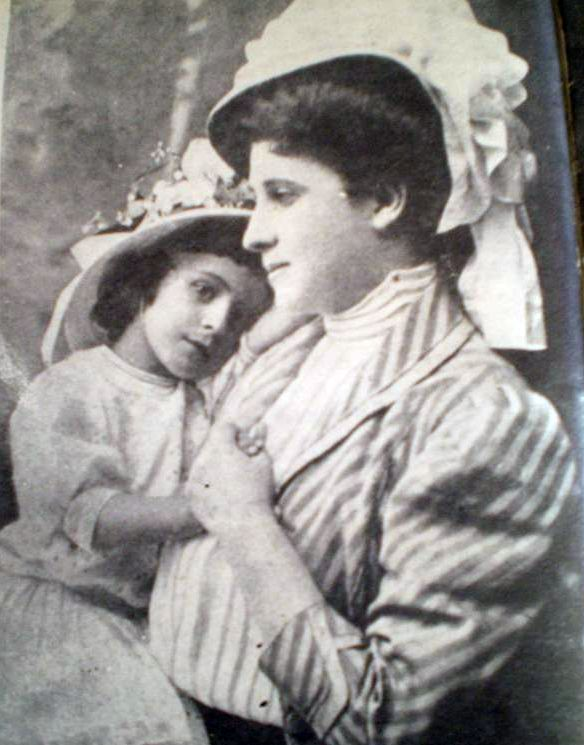
Soția lui Șt. O. Iosif, Natalia Negru și fiica lor, Corina
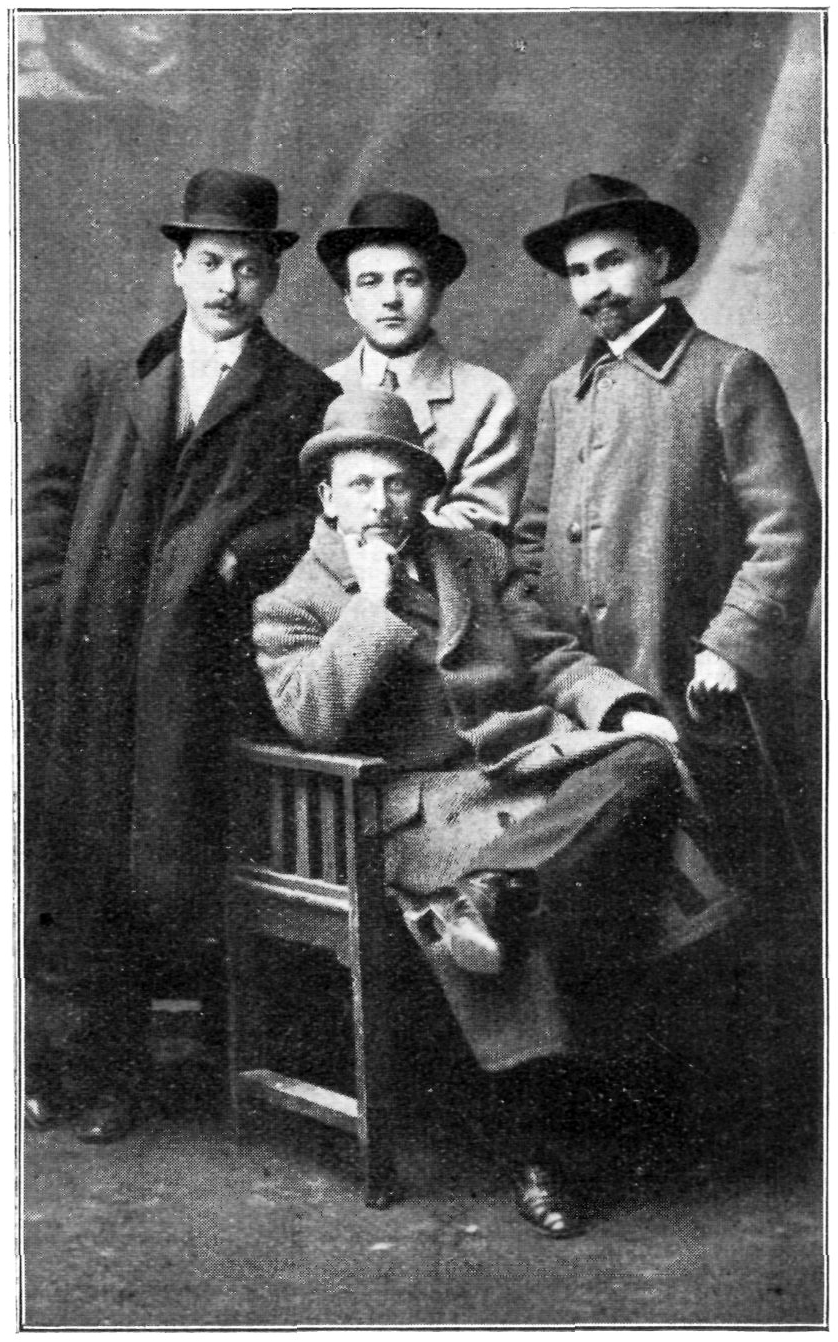
Șt. O. Iosif - Victor Eftimiu - Ilarie Chendi - Octavian Goga
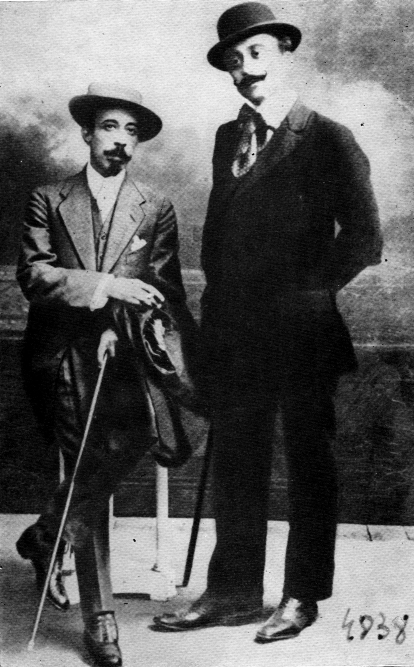
Șt. O. Iosif și Dimitrie Anghel
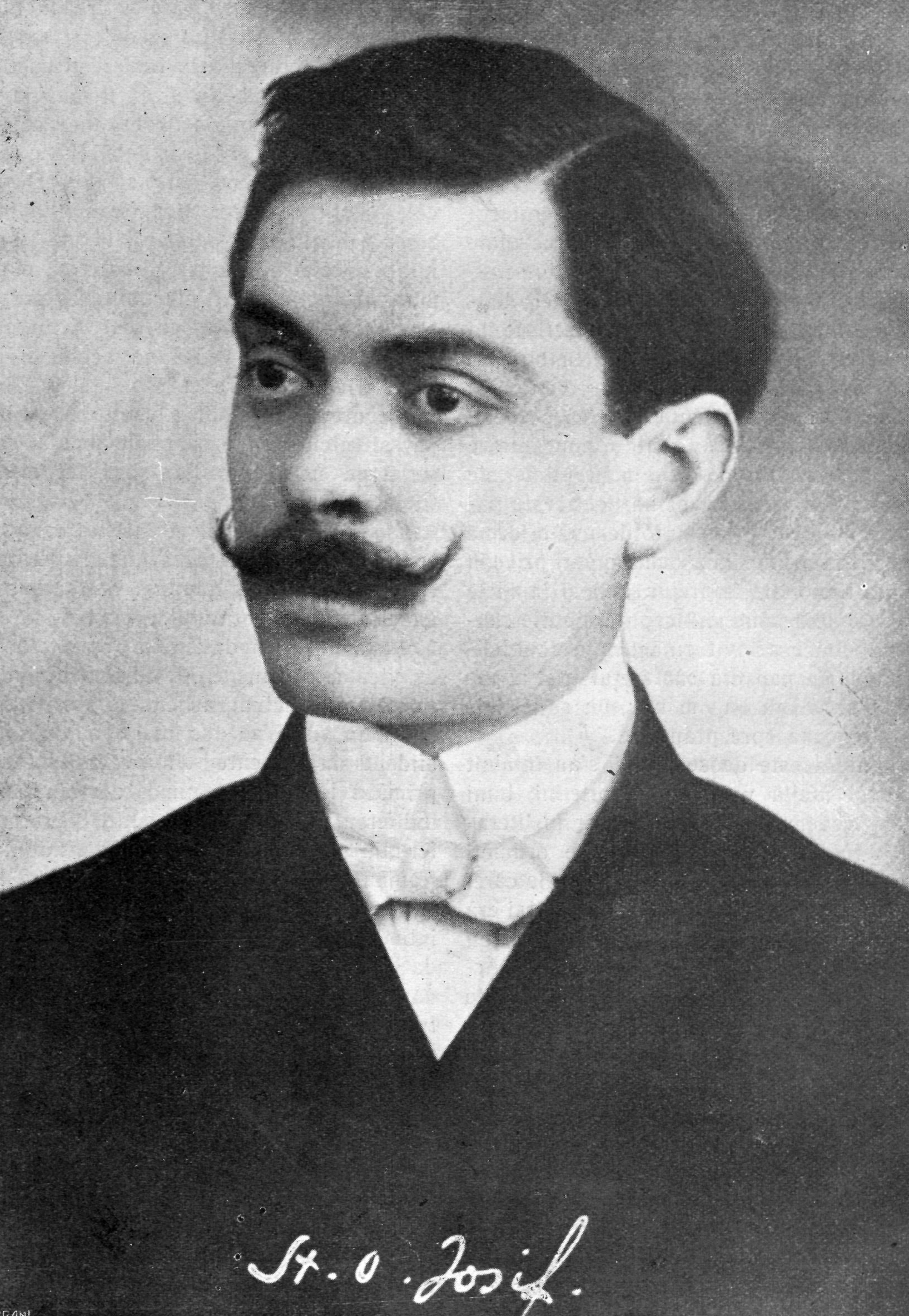
Ștefan Octavian Iosif
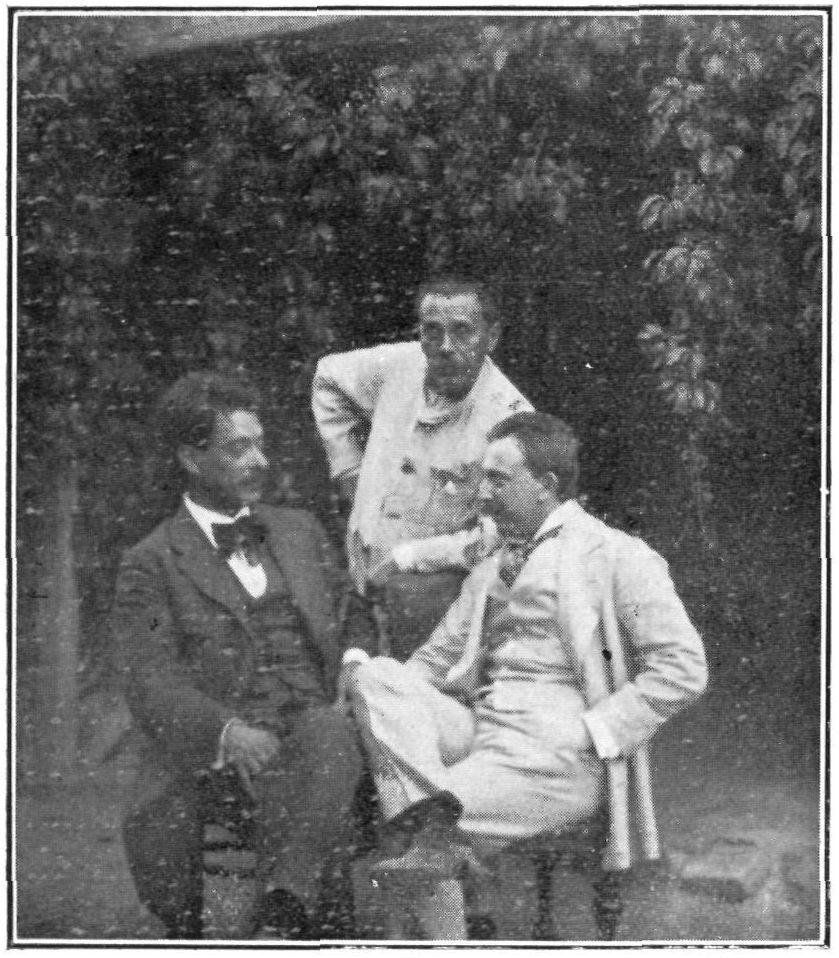
Șt. O. Iosif - Ion Luca Caragiale - Octavian Goga

## Legături externe
- O PERSONALITATE PE ZI: Poetul și traducătorul Ștefan  Octavian Iosif Arhivat în 18 octombrie 2020, la Wayback Machine.